# Kurtatsch
Kurtatsch an der Weinstraße ([kʊrˈtatʃ]; italienisch: Cortaccia sulla Strada del Vino) ist eine italienische Gemeinde mit 2229 Einwohnern (Stand 31. Dezember 2023) in Südtirol. Kurtatsch zählt zu den an der Südtiroler Weinstraße gelegenen Dörfern im Unterland und ist eines der südlichsten Dörfer des deutschen Sprachraums.

## Geografie

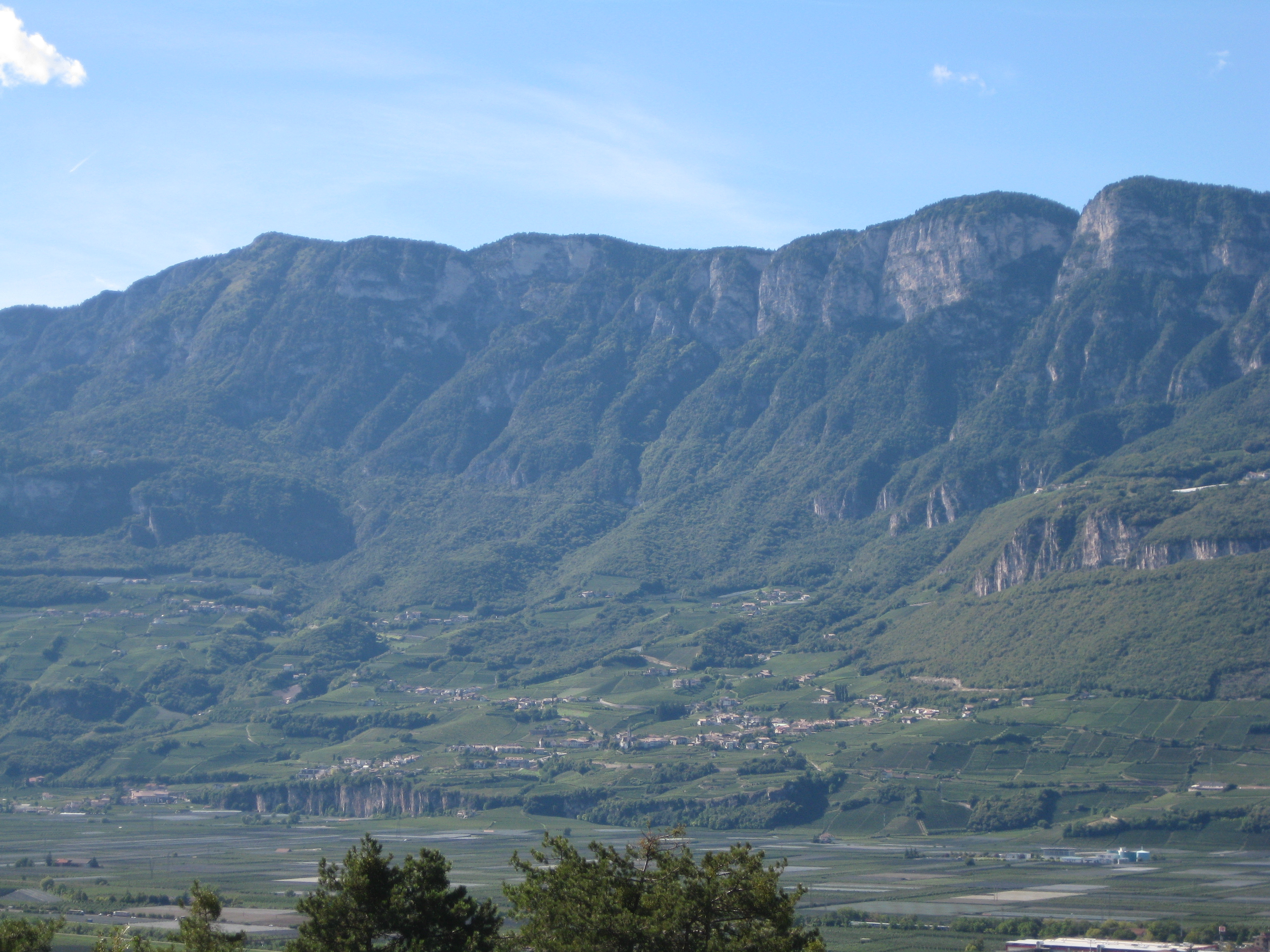
Kurtatsch mit dem dahinter aufragenden Mendelkamm von Nordosten aus gesehen

Die Gemeinde Kurtatsch befindet sich im Unterland, einem Abschnitt des Etschtals im Süden Südtirols, auf der orografisch rechten (westlichen) Talseite. Der Hauptort, Kurtatsch (260–410 m s.l.m.), liegt leicht erhöht am Hangfuß des Mendelkamms. Der darunterliegende und zum Gemeindegebiet gehörende Abschnitt der Talsohle, der im Norden an Tramin, im Osten an Neumarkt und im Süden an Margreid grenzt, reicht bis an die Etsch. Etwas südlich des Hauptorts liegt, ebenfalls nur wenig über dem Talboden, die Fraktion Entiklar (210–240 m).
Höher gelegen und über die mittelgebirgigen Hangleisten des Mendelkamms verstreut erstrecken sich mehrere Gehöfte, Weiler und dörfliche Siedlungen, die zu weiteren vier Fraktionen gerechnet werden. Auf einem Hochplateau im Norden des insgesamt 30,19 km² großen Gemeindegebiets befindet sich Graun (790–840 m); westlich oberhalb des Hauptorts und Entiklars liegen Hofstatt, eine Streusiedlung ohne echtes Dorfzentrum, und das auf Hangterrassen verteilte Penon (580–620 m); im Süden des Gemeindegebiets schließlich erhebt sich der Fennberg, auf dessen nördlicher Plateauhälfte die Fraktion Oberfennberg (1160–1170 m) Platz findet. Die sich westlich über den Kurtatscher Siedlungsflächen erhebenden Höhen des zur Nonsberggruppe gerechneten Mendelkamms tragen die Grenze zum Trentino. Unter den wenig markanten Gipfeln dort bildet das Tresner Horn (1812 m) den höchsten Punkt des Gemeindegebiets.

## Geschichte
Kurtatsch wird erstmals urkundlich im sogenannten Vigiliusbrief aus dem 11. Jahrhundert als „Curtasze“ genannt. Die Herkunft des Namens Kurtatsch (vgl. lat. curtis: der Hof) wird von Fachleuten als eine Ansammlung höher gelegener Höfe angesehen.

### Vorgeschichte
Eine Reihe von Streu- und Lesefunden belegt eine Besiedlung einiger Plätze in der mittleren und späten Steinzeit. In der zeitweise zu Kurtatsch gehörenden Ortschaft Rungg wurde ein bronzezeitlicher Menhir gefunden, der auf das 3. Jahrtausend v. Chr. datiert wird und sich jetzt im Ferdinandeum in Innsbruck befindet. Vor dem Pflegeheim in Kurtatsch wurde ein Menhir-Rohling gefunden, auch in Graun weisen mehrere Schalensteine in die Bronzezeit. Der Kurtatscher Heimatforscher Luis Hauser fand in Fennhals einen Kupferschmelzplatz mit Schmelzöfen, der sich zeitweise im Südtiroler Archäologiemuseum in Bozen befand und nun teilweise im Museum Zeitreise Mensch in Kurtatsch ausgestellt ist.

### Antike
Auf dem Gebiet des heutigen Kurtatsch wurden zahlreiche römerzeitliche Funde gemacht, besonders auf dem Hügel der heutigen Pfarrkirche. Dort wurden Reste einer römischen Villa gefunden. Im Nockerischen fand man Holzteile eines Weinstocks, die auf das 3. Jahrhundert datiert wurden.
Spektakulär war der Fund eines Marmortorsos im Jahr 1860 im Lichthof des heutigen Widums. Die 68 cm hohe Statue stellt den römischen Gott Mercurius dar und befindet sich im Museum des Schlosses Buonconsiglio in Trient (zum Zeitpunkt des Fundes gehörte die Pfarrei Kurtatsch noch zum Erzbistum Trient). Der Statue wurden vermutlich im Zuge der Christianisierung Kopf und Hände abgeschlagen.
Da sich unter dem Presbyterium der heutigen Pfarrkirche ein Säulenkreis mit einem Durchmesser von sechs Metern befindet, liegt die Vermutung nahe, dass die christliche Kirche auf einem römischen Tempel erbaut wurde. Gefundene Säulenstücke sind aus roten Marmor und haben einen Durchmesser von 32 cm. Wo sich heute der Pfarrsaal befindet, war früher ein Urnenfeld, wovon jedoch nur wenige Tonscherben zeugen. Bei der Errichtung des Parkplatzes neben der Pfarrkirche 1970 wurde ein römerzeitlicher Steinsarkophag gefunden. Ein römerzeitlicher Mühlstein befindet sich zurzeit im Stadtmuseum Bozen. Auch Münzen der makedonischen Könige Alexander der Große, Alexander IV., Philippus III. und Antigonus I. wurden ausgegraben.

### Mittelalter
Nach dem Zusammenbruch des West-Römischen Reiches war Kurtatsch um 580 Sitz einer langobardischen curtis. Es war damit auch Gerichtsort, dessen Bezeichnung als curtis regia auf den heutigen Ortsnamen überging. Ob der Ort eine langobardische Burg aufwies, ist nicht bekannt, genauso ob es im 6. Jahrhundert bereits eine arianische Kirche gegeben hat. Es dürfte zumindest ein Sitz des Langobarden-Herzogs Ewin von Trient gewesen sein. Hierauf weisen Grundmauerreste hin, die man beim Straßenbau fand.

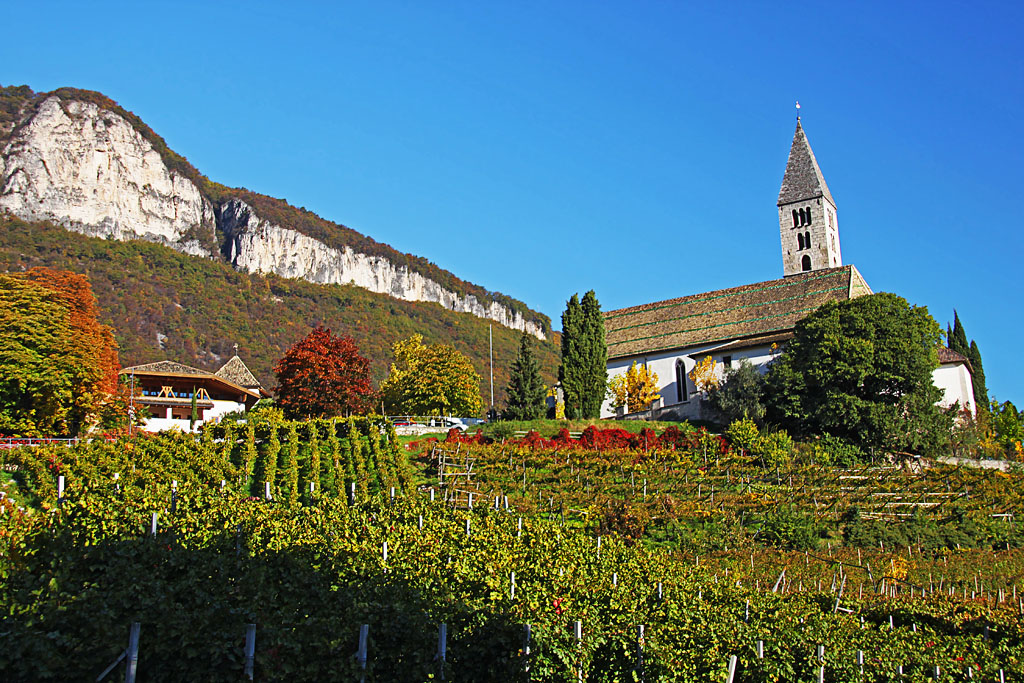
Pfarrkirche St. Vigilius

Der Ort gehörte kirchlich wie eine Reihe anderer Orte an der Westseite des südlichen Unterlandes seit der Christianisierung zum Bistum Trient und war Bischofsland. Im Jahr 1328 ist die Vigiliuskapelle als Teil der Pfarre Kaltern („ecclesia et capela sancti Vigillii de Cortaz plebis Caldari“) bezeugt. Rätselhaft ist eine zweite frühe Kapelle, die Valentin von Rätien geweiht war. Valentin war ein Wanderbischof, der um 420 n. Chr. aus dem Norden kam, nach Trient gewandert ist und später in einer Klause bei Meran gestorben sein soll. Die Kapelle oder Kirche, die in einigen wenigen Urkunden genannt wurde, ist heute abgängig.
Im Jahre 855 wurde ein „predium in Lenticlare [heute Entiklar] … in Curtazze“ dem Bistum Trient zusammen mit anderen Gütern zwischen Tramin und Kurtatsch von einem Henericus geschenkt [TUB I/1, n. 13]. Zu dieser Zeit muss es bereits eine Kirche gegeben haben. Diese frühe Kirche geht auf die Gründung und Schenkung „ecclesia … ss. Quiricus et Jolitta de Tramino et Lenticlarum“ zurück, die von „Regineri et Heinricus f.c. comitis lege vivente Langobardorum“ durchgeführt wurde und deren Text sich in einer gefälschten Urkunde (um 1190) befindet. 1022 erschien in „Curtazze una ecclesia ad Curtasca et una ecclesia in Curono“ (Kurtatsch und Graun). Hieraus wird deutlich, dass zu dieser Zeit Graun ein Ableger der Kirche von Kurtatsch gewesen sein dürfte. Vermutlich im 11. Jahrhundert wurde die Kirche St. Vigilius errichtet, die 1337 das erste Mal erwähnt wird. Der Kirchturm ist romanisch. Die Kirche gehörte zur Pfarre Kaltern und wurde erst 1515 zu einer eigenen Pfarre erhoben. 

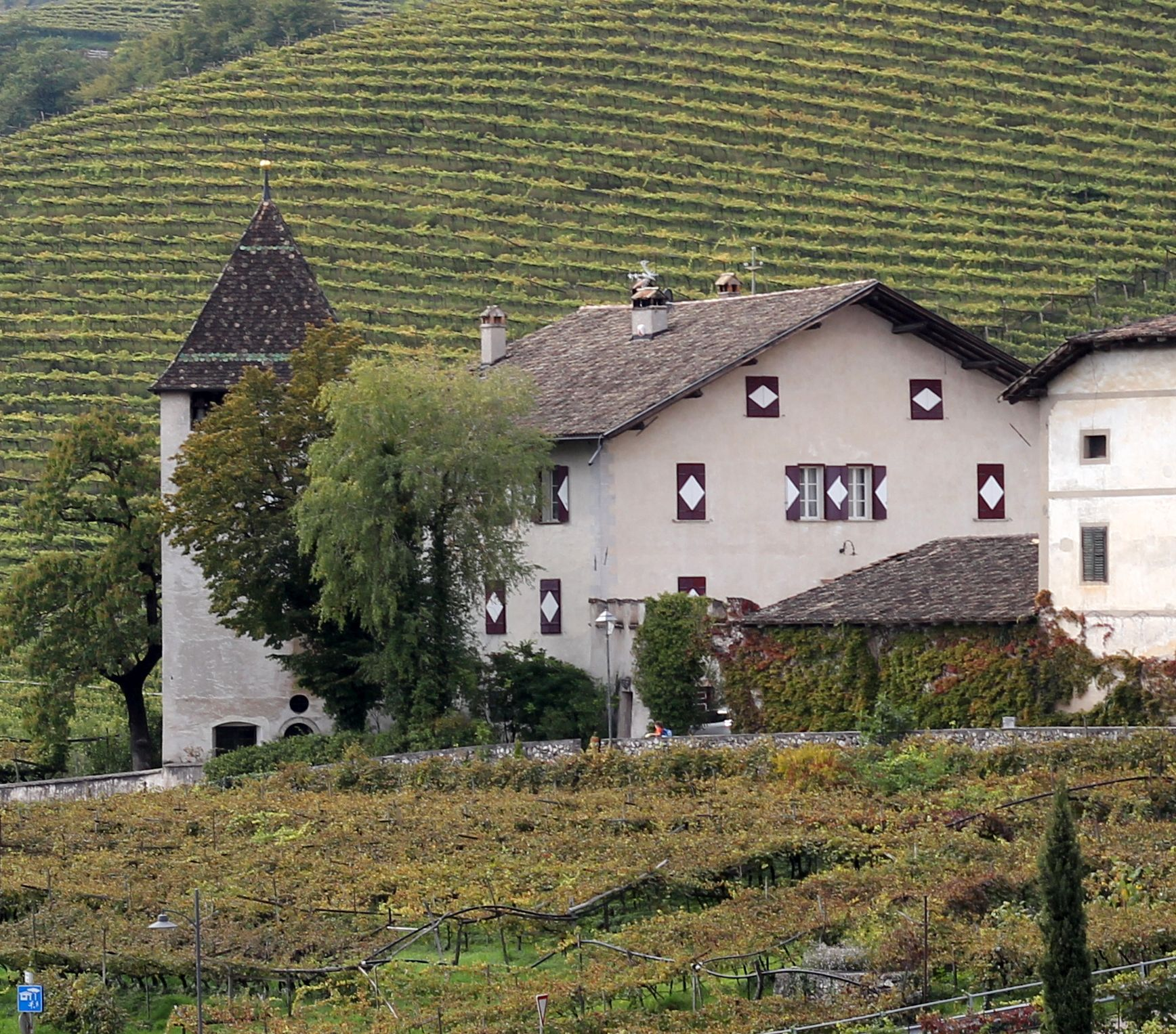
Ansitz Strehlburg, 1492 erstmals urkundlich erwähnt

### Renaissance und frühe Neuzeit
Im 15. und 16. Jahrhundert wurden mehrere stattliche Ansitze gebaut. Die Strehlburg wurde erstmals 1492 erwähnt und ist für ihren alttestamentarischen Freskenzyklus aus dem 16. Jahrhundert bekannt (Erschaffung Evas, Sündenfall, Urteil des Salomo, die drei Jünglinge im Feuerofen). Im Ansitz Freienfeld  befinden sich gut erhaltene Fresken mit Grotesken, Darstellungen der Metamorphosen des Ovid und dem Urteil des Paris.

### 18. und 19. Jahrhundert
Die Etschebene wurde in der Neuzeit radikal verändert: Während im Mittelalter Auen und Sümpfe die Ebene prägten, wurden die Flussläufe der Etsch im 18. und 19. Jahrhundert zurückgedrängt. Gegen Ende des 18. Jahrhunderts wurden die Kalterer Abzugskanäle errichtet, gegen Ende des 19. Jahrhunderts wurde die Etsch begradigt. Aufgrund der Expansion des Obstanbaus in der Talsohle verschwanden im 20. Jahrhundert auch die letzten Auen.

### 20. und 21. Jahrhundert

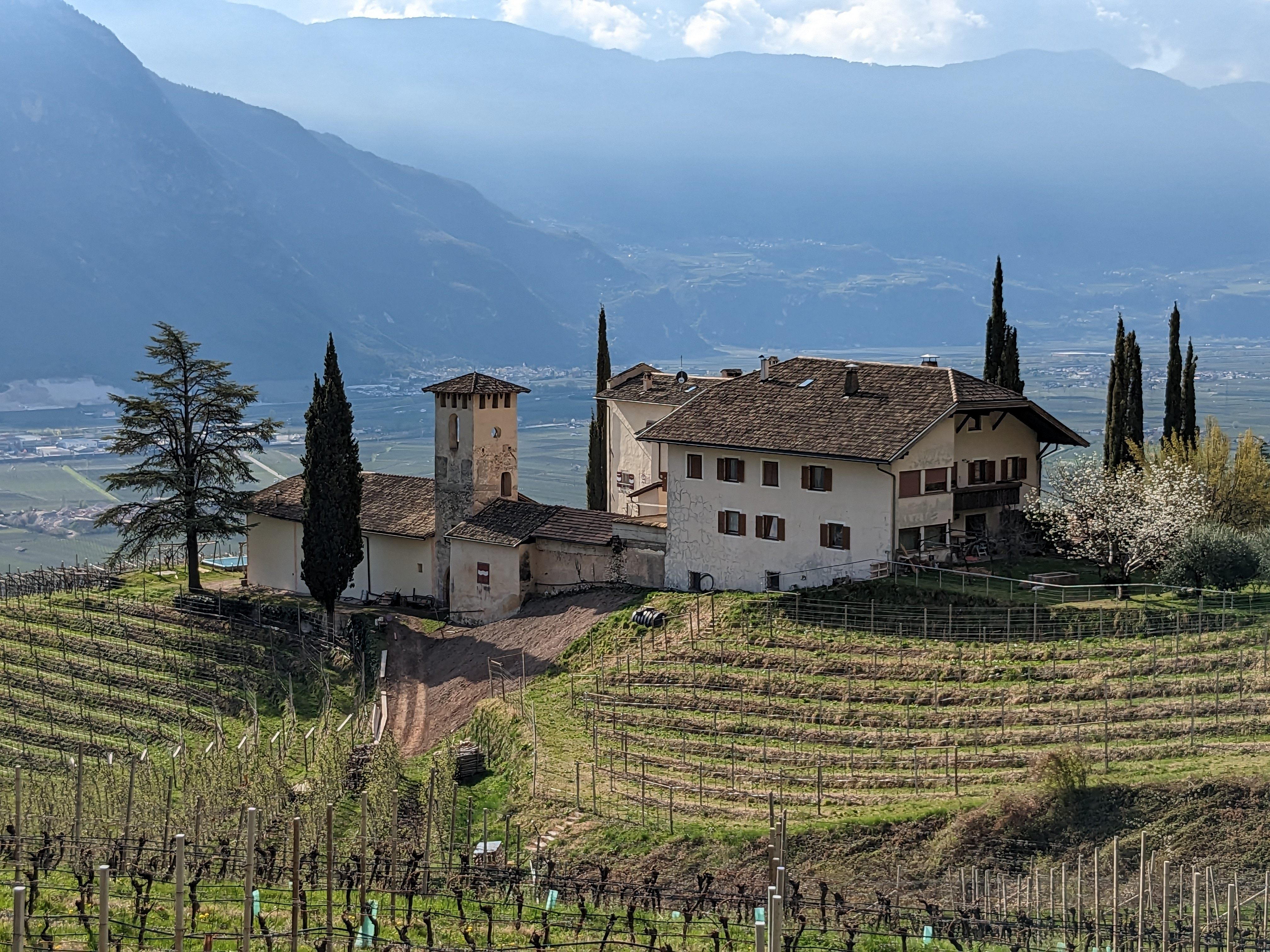
Bauernhof Ansitz Altlehen

Kurtatsch gehörte bis zum Ende des Ersten Weltkriegs zur Grafschaft Tirol und damit zu Österreich-Ungarn. Innerhalb Tirols war Kurtatsch dem Gerichtsbezirk Kaltern zugeordnet, der wiederum Teil des Bezirks Bozen war. Mit dem Vertrag von Saint-Germain kam Kurtatsch 1920 zusammen mit dem Großteil Tirols südlich des Alpenhauptkamms zum Königreich Italien. Als 1927 auf diesen ehemals österreichischen Gebieten die beiden Provinzen Bozen und Trient entstanden, wurde Kurtatsch wie auch einige andere umliegende Gemeinden der mehrheitlich italienischsprachigen Provinz Trient zugeschlagen. Mit dem Sturz Mussolinis und dem deutschen Einmarsch in Norditalien 1943 geriet Südtirol – und damit auch Kurtatsch – als Operationszone Alpenvorland direkt unter nationalsozialistische Herrschaft. Mit Kriegsende 1945 gelangte das Gebiet wieder unter italienische Verwaltung und Kurtatsch wurde wieder Teil der Provinz Trient. Erst 1948 wechselte Kurtatsch von der Provinz Trient zur Provinz Bozen.
Die Gemeinde Kurtatsch veränderte sich im 20. Jahrhundert auch geografisch: 1913 verlor sie die Fraktion Söll, im Jahr 1978 die Fraktion Rungg an Tramin. Auch die kirchliche Zugehörigkeit änderte sich im Laufe des 20. Jahrhunderts: Die seit jeher zum Erzbistum Trient gehörige Pfarrei Kurtatsch kam am 6. August 1964 durch die päpstliche Bulle Quo aptius mit dem gesamten Unterland zur neu gestalteten Diözese Bozen-Brixen.
In der zweiten Hälfte des 20. Jahrhunderts wurde im unteren Teil des Dorfes, westlich der Vigilius-Kirche, ein nüchterner Gemeindebau mit Rathaus, Kindergarten und Arztpraxis errichtet. Dieser Teil gilt heute als Dorfzentrum. Seit 1971 trägt die Gemeinde den werblichen Zusatz „an der Weinstraße“ im amtlichen Namen. Im Jahr 1993 wurde die Schlagersendung Lustige Musikanten mit Marianne und Michael in Kurtatsch aufgezeichnet. Im Jahr 2001 vermurten Grauner Bach und Breitbach Teile des Dorfes Kurtatsch, weswegen Rückhaltebecken erbaut wurden. 2015 wurde die Pfarre Kurtatsch der Seelsorgeeinheit Tramin eingegliedert und verlor dadurch einen ortsansässigen Pfarrer (500 Jahre nach der Erhebung zur eigenständigen Pfarre im Jahr 1515).

## Politik

### Bürgermeister im 20. Jahrhundert
Österreich-Ungarn:
- Johann Gruber: 1900–1904[20]
- Vigil Pomella: 1904–1913
- Johann Kofler: 1913–1922

Königreich Italien und Zeit des Faschismus:
- Franz Orian: 1922–1924
- Dr. Gottardi (Podestà): 1924–1925
- Ernesto De Varda (Podestà): 1925–1926
- Giovanni B. Lorenzi, eigentlich Hans Lorenz (Podestà): 1926–1935 (gestorben wahrscheinlich im Februar 1945 im Konzentrationslager Dachau oder Buchenwald[21])
- Cav. Candido Sartori (Podestà): 1935–1937
- Dr. Pontecchi (Podestà): 1937–1938
- Giulio Imeni (Podestà): 1938–1940
- Tito Giacometti (Podestà): 1940–1942
- Enrico Vielmetti (Podestà): 1942–1943

Nationalsozialistische Besetzung (Operationszone Alpenvorland):
- Franz Orian: 1943–1945

Königreich Italien und Italienische Republik:
- Franz Folladori: 1945–1952
- Johann Peer: 1952–1960
- Vigil Peer: 1960–1980
- Oswald Schiefer: 1980–2010
- Martin Fischer: 2010–2020
- Oswald Schiefer: 2020–2025
- Andreas Anegg: seit 2025

### Wappen

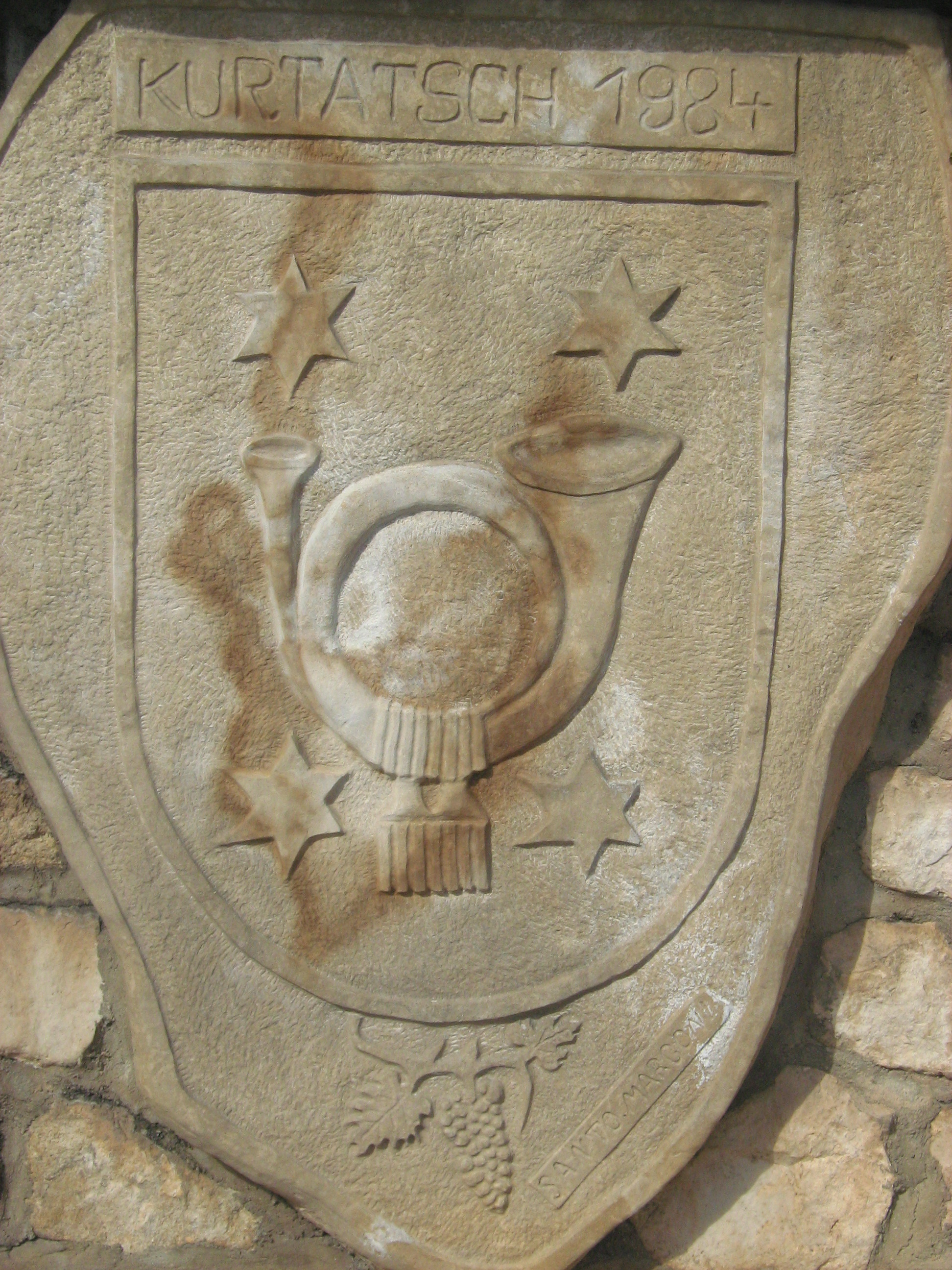
Gemeindewappen

In Blau ein goldenes Posthorn mit ebensolchen Quasten, begleitet von je zwei goldenen sechszackigen Sternen oben und unten. Das ursprüngliche Wappen dürfte sich aus den Familienwappen der begüterten Familie „an der Platten“ (Jagdhorn) und der Familie Masseregn (vier Sterne) zusammengesetzt haben. Daraus entstand später durch die reichere Ausgestaltung des ursprünglich einfachen Jagdhornes, so wie es heute noch auf einem Weihwasserbecken der Kirchenumfriedungsmauer aus dem 16. Jahrhundert erhalten ist, das heutige Posthorn.

## Bevölkerung
Kurtatsch ist gemäß den erhobenen Sprachgruppenzugehörigkeitserklärungen bzw. Sprachgruppenzuordnungserklärungen eine weitgehend deutschsprachige Gemeinde. Als Berechnungsgrundlage der folgenden Prozentwerte wurden die gültigen Erklärungen von Personen mit italienischer Staatsbürgerschaft herangezogen.
| Sprache     | 1981    | 1991    | 2001    | 2011    | 2024    |
| ----------- | ------- | ------- | ------- | ------- | ------- |
| Deutsch     | 97,98 % | 97,61 % | 96,21 % | 96,25 % | 95,79 % |
| Italienisch | 2,02 %  | 2,17 %  | 3,44 %  | 3,36 %  | 3,96 %  |
| Ladinisch   | 0,00 %  | 0,23 %  | 0,35 %  | 0,38 %  | 0,25 %  |

## Wirtschaft

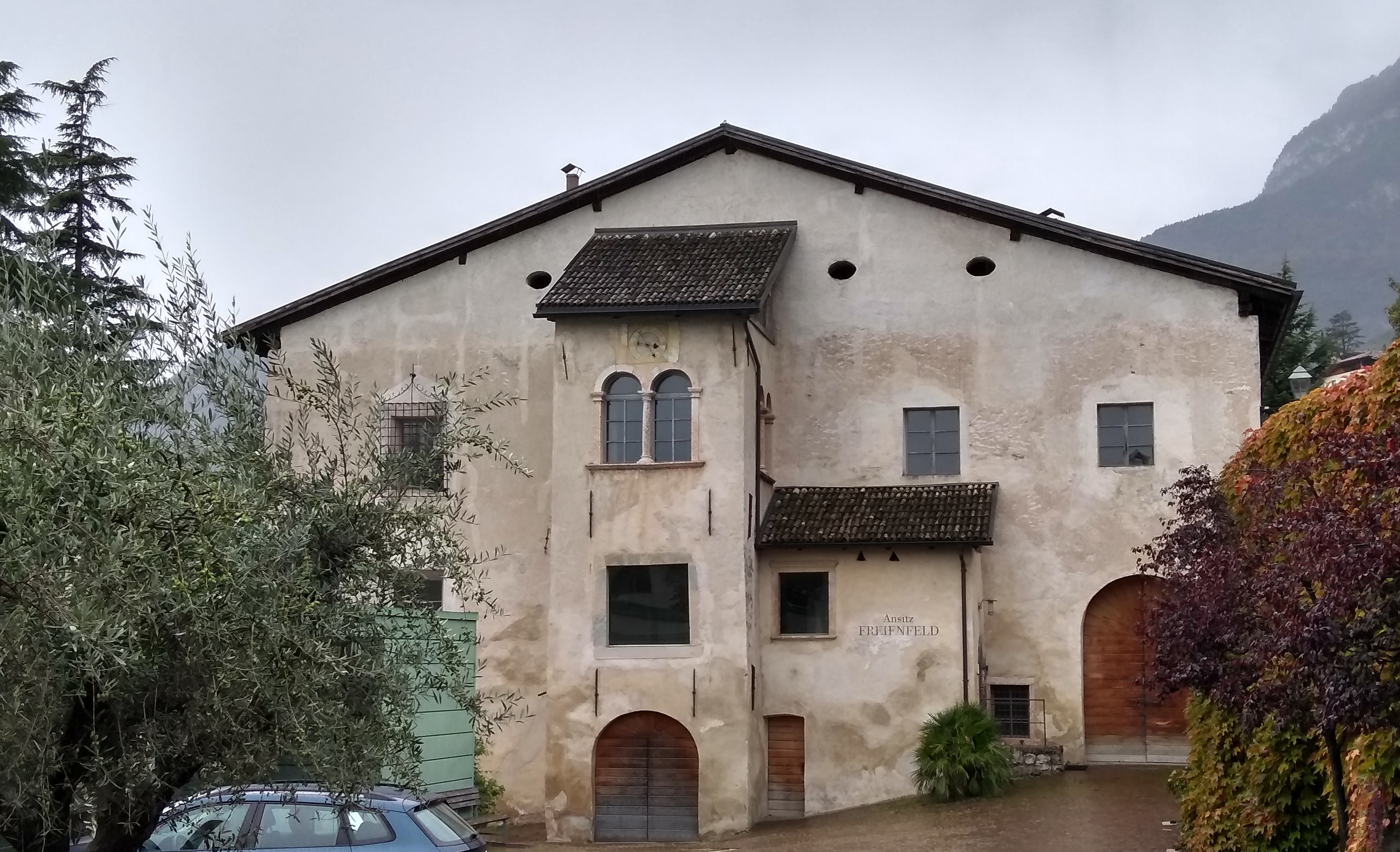
Ansitz Freienfeld

Die Haupterwerbsquelle der Menschen von Kurtatsch sind Wein- und Obstbau. Während im Tal weitläufige Obstplantagen bewirtschaftet werden (ca. 600 ha), wächst an den Hängen rund um und oberhalb von Kurtatsch Wein internationaler Güte (ca. 330 ha). Fast die Hälfte der Bevölkerung ist in über 300 Betrieben in der Landwirtschaft tätig. Die wichtigsten in Kurtatsch ansässigen Weinproduzenten sind die Kellerei Kurtatsch (eine Genossenschaft), das Weingut Baron Widmann und die Schlosskellerei Tiefenbrunner.

## Verkehr
Für den Kraftverkehr ist Kurtatsch in erster Linie durch die Weinstraße erschlossen, die nahe am Dorfzentrum vorbeiführt. Die östliche Seite der Talsohle wird von der A22 und der Brennerbahn durchquert. Letztere bietet dort am Bahnhof Margreid-Kurtatsch – im Gemeindegebiet von Margreid gelegen – eine Zugangsstelle.

## Bildung

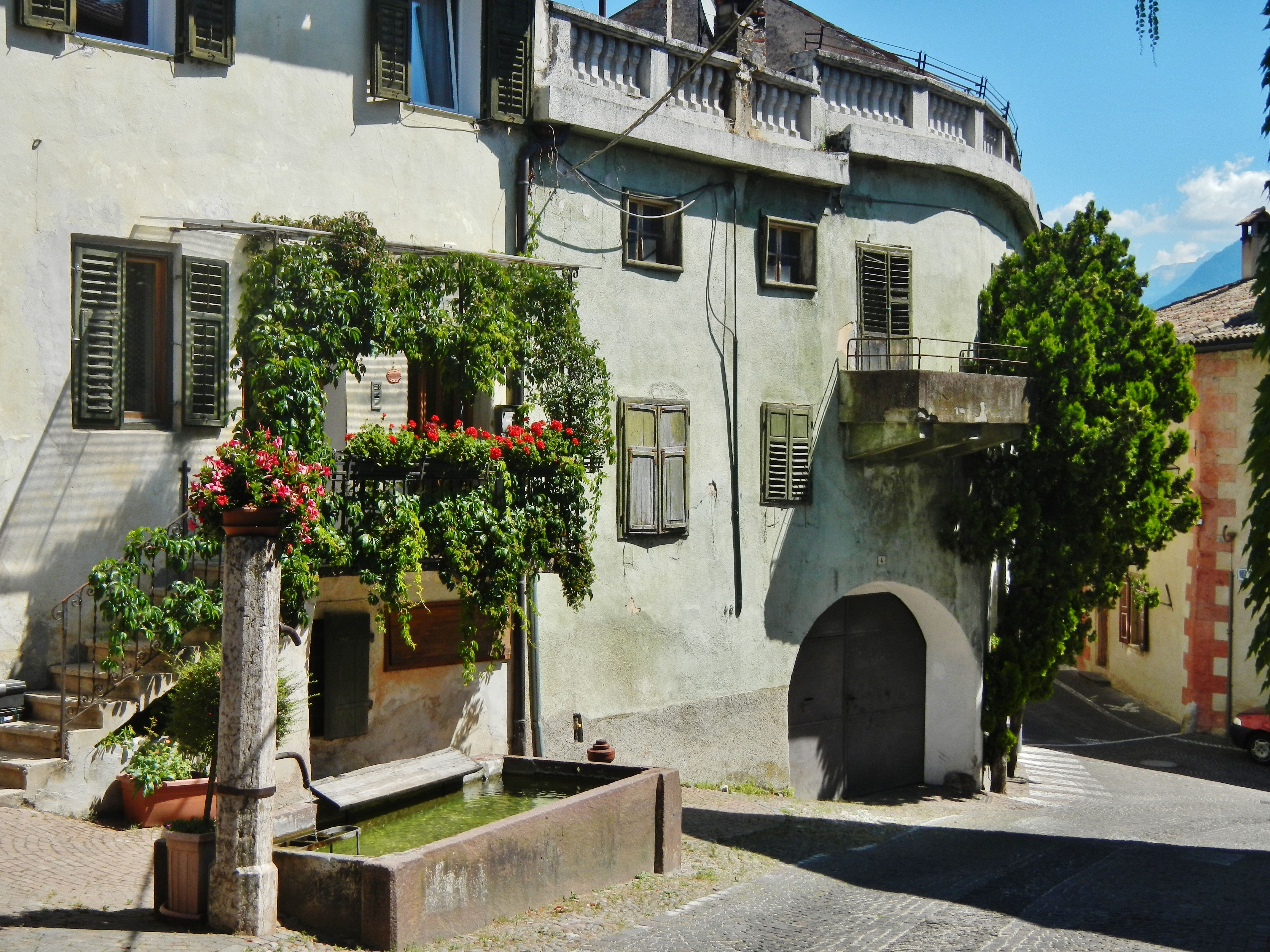
Historischer Ortskern

Auf dem Gemeindegebiet befinden sich drei Grundschulen im Hauptort Kurtatsch, in Graun und in Penon, die zusammen dem deutschen Schulsprengel der Nachbargemeinde Tramin angeschlossen sind.

## Sehenswürdigkeiten

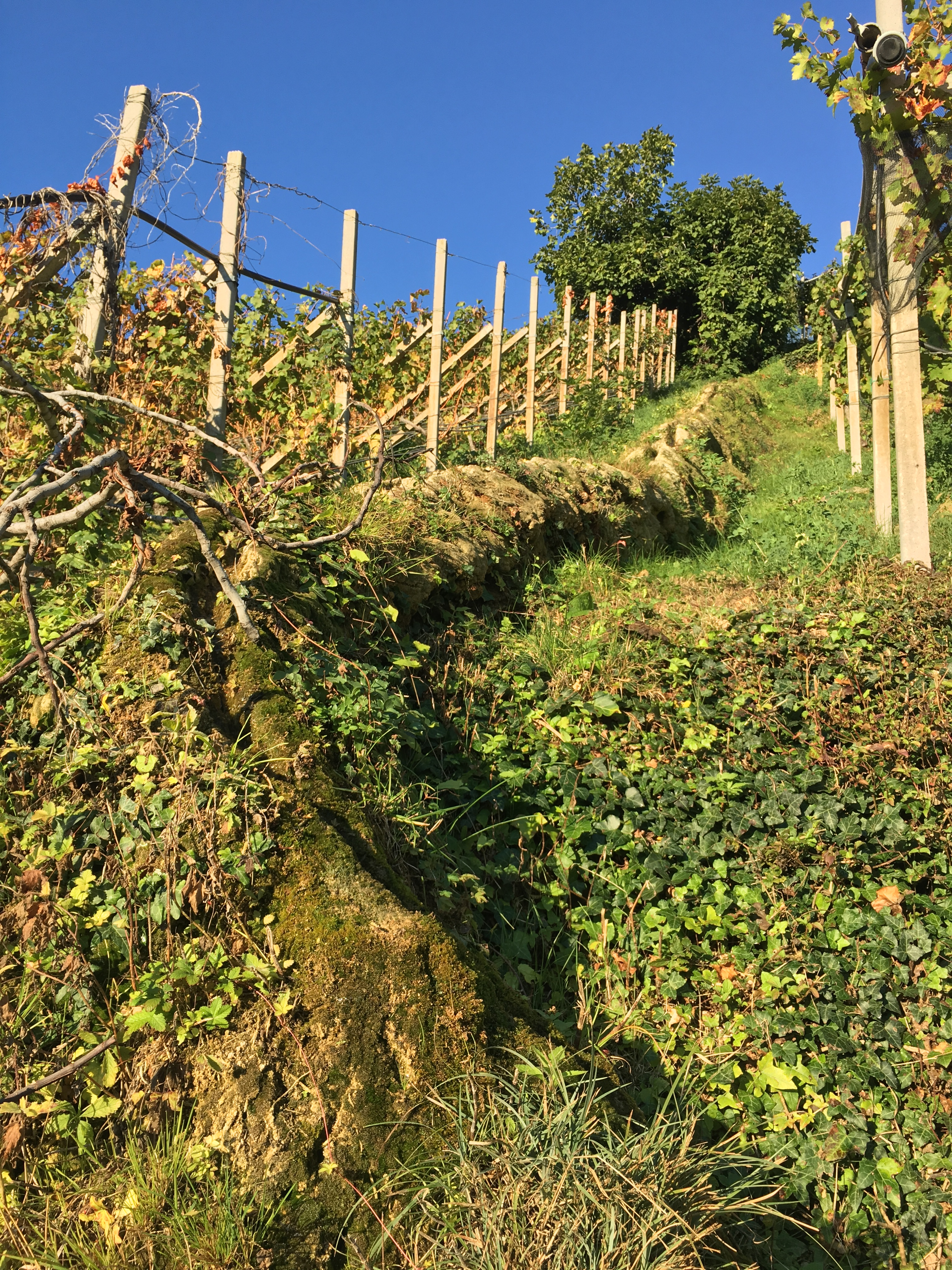
Kalksinterquelle

Sehenswerte Baudenkmäler sind vor allem die stattlichen Ansitze Strehlburg, Freienfeld, Staffelfeld (Baron von Widmann), Nussdorf, Nussegg, Fohrhof, Eberlehof, Finkenhof und Altlehen. Der mit Fresken bemalte Ansitz Freienfeld befindet sich im Besitz der Gemeinde, die Keller werden von der Kellerei Kurtatsch genutzt. Im Ansitz Staffelfeld befindet sich das Weingut Baron Widmann. Der Ansitz Strehlburg (samt Kapelle) ist für seinen Freskenzyklus aus der Renaissance bekannt, er befindet sich in Privatbesitz. Daneben befindet sich die Ortenburg aus dem 15. Jahrhundert, deren Tor mit einer hohen Mauer umgeben ist. Der Ansitz Tiefenbrunner in Entiklar ist Sitz der Schlosskellerei Tiefenbrunner.
Beliebt ist der Weinwanderweg, der an mehreren Naturdenkmälern vorbeiführt, unter anderem an der Kalksinterquelle nordöstlich des Friedhofs, sowie an mehreren Wasserfällen.
Über Kurtatsch gelangt man auf den Fennberg und zum Fennberger See.
Die Familie Schweiggl betreibt seit 1976 das Museum Zeitreise Mensch, das die Geschichte Südtirols mit Schwerpunkt Kurtatsch zeigt. Das Museum stellt unter anderem eine der best erhaltenen frühen Schmelzanlagen Europas aus: Der ca. 3500 Jahre alte Kupferschmelzofen wurde in den 1970er Jahren von Luis Hauser in Fennhals entdeckt.

## Persönlichkeiten
- Stefan Paluselli OCist (1748–1805), Zisterzienserpater und Kirchenmusiker
- Josef Vigil Schweiggl (1771–1845), Schützenkommandant im Süden Tirols während des Tiroler Volksaufstandes 1809
- Alphons Freiherr Widmann von Staffelfeld und Ulmburg (1850–1921), 1895–1912 sowie 1914–1918 Abgeordneter zum Tiroler Landtag, 1904–1918 Mitglied des Herrenhauses (Verfassungspartei)[28]
- Otto Tiefenbrunner (1902–1972), österreichischer Rechtsanwalt und Widerstandskämpfer
- Angela Nikoletti (1905–1930), Katakombenlehrerin in der Zeit des Faschismus
- Johann Mayr (1923–2017), römisch-katholischer Theologe, Hochschullehrer und Kanonikus am Brixner Dom
- Martin Reisigl (* 1969), Professor für Soziolinguistik, Institut für Germanistik, Universität Bern
- Gudrun Kofler (* 1983), Politikerin, Abgeordnete zum Tiroler Landtag